# Жеруха ніжна
Жеруха ніжна (Cardamine tenera) — вид рослин з родини капустяних (Brassicaceae), поширений в Україні, Росії, Західній Азії.

## Опис
Багаторічна трав'яниста рослина 25–40 см заввишки. Кореневище коротке, тонке. Листки перисто-1–3-парні, рідко 4-парні, верхній листок значно більший. Пелюстки 10–15 мм довжиною, білі, рідко лілові. Стручки 30–40 мм завдовжки і 1.25—1.3 мм завширшки.
Цвіте у квітні–травні (червні). Плодоносить у травні–липні. Розмножується переважно вегетативно, рідше насінням.

## Поширення
Поширений у Криму, на півдні європейської частини Росії, Туреччині, Закавказзі, північному Ірані.
В Україні вид зростає у тінистих лісах у верхньому поясі гірського Криму, зрідка.

## Загрози й охорона
Загрозами є вузька еколого-ценотична амплітуда, слабка конкурентна здатність виду.
Занесений до Червоної книги Україні в статусі «Зникаючий». Охороняється на території Кримського ПЗ.